# Större skrikörn
Större skrikörn (Clanga clanga) är en rovfågel som liksom alla örnar hör den till familjen hökar. Den häckar från Östeuropa österut till Kina. Arten är fåtalig och minskar i antal. Den anses hotad globalt, av IUCN placerad i hotkategorin sårbar.

## Utseende, läte och fältkänntecken

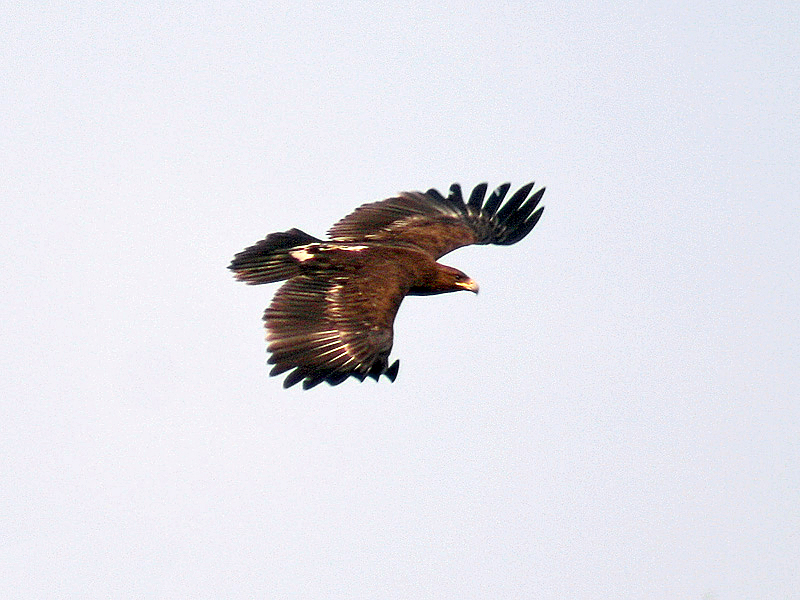
Flygande adult större skrikörn från ovansidan.

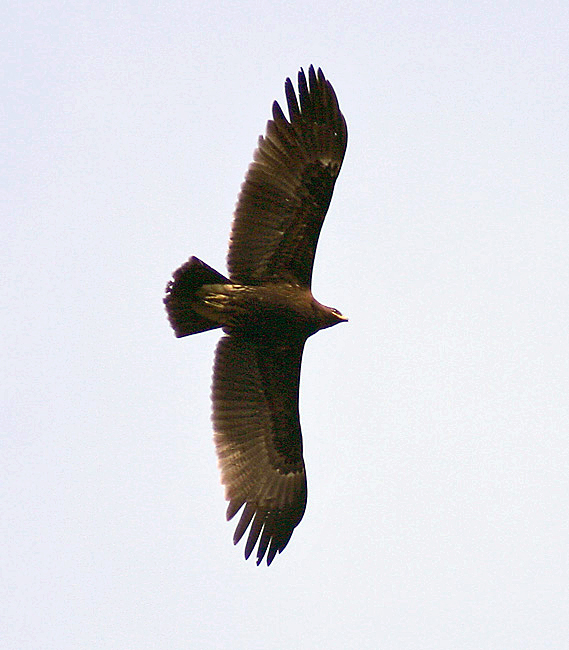
Flygande adult större skrikörn underifrån.

Större skrikörn är ungefär 65 centimeter lång och har en vingbredd på 160 centimeter. Den är en medelstor örn, mycket lik mindre skrikörnen, som överlappar den i storlek och allmänt utseende. Huvudet och vingtäckarna är mycket mörkbruna och kontrasterar med det i allmänhet mellanbruna fjäderdräkten (mindre skrikörn har däremot ljust huvud och vingtäckare). Huvudet är litet för en örn. Det finns ofta en mindre tydlig vit fläck på ovansidan av vingarna. Ungfågeln har vita fläckar på vingarna.
Större skrikörn är, som namnet antyder, stundtals mycket högljudd. Lätet är ett hundliknande jip.

## Utbredning och systematik
Större skrikörnen häckar från centrala Europa österut till östra Sibirien och norra Kina. Den är flyttfågel och övervintrar i sydvästra Europa, nordöstra Afrika, Mellanöstern och södra Asien. I Sverige är större skrikörnen sällsynt, men brukar observeras varje år, mest i Skåne.

### Släktskap
Större skrikörn placerades tidigare i släktet Aquila men lyfts idag ut till  släktet Clanga tillsammans med mindre skrikörn och indisk skrikörn. Genetiska studier visar att dessa tre arter är närmare släkt med asiatiska svartörnen (Ictinaetus malaiensis) och afrikanska tofsörnen (Lophaetus occipitalis) än örnarna i Aquila, till exempel kungsörn.

## Ekologi
Arten håller till i ganska skogiga landskap, där den jagar små däggdjur och liknande, mestadels landlevande byten. Den lägger ett till tre ägg i ett bo i ett träd.

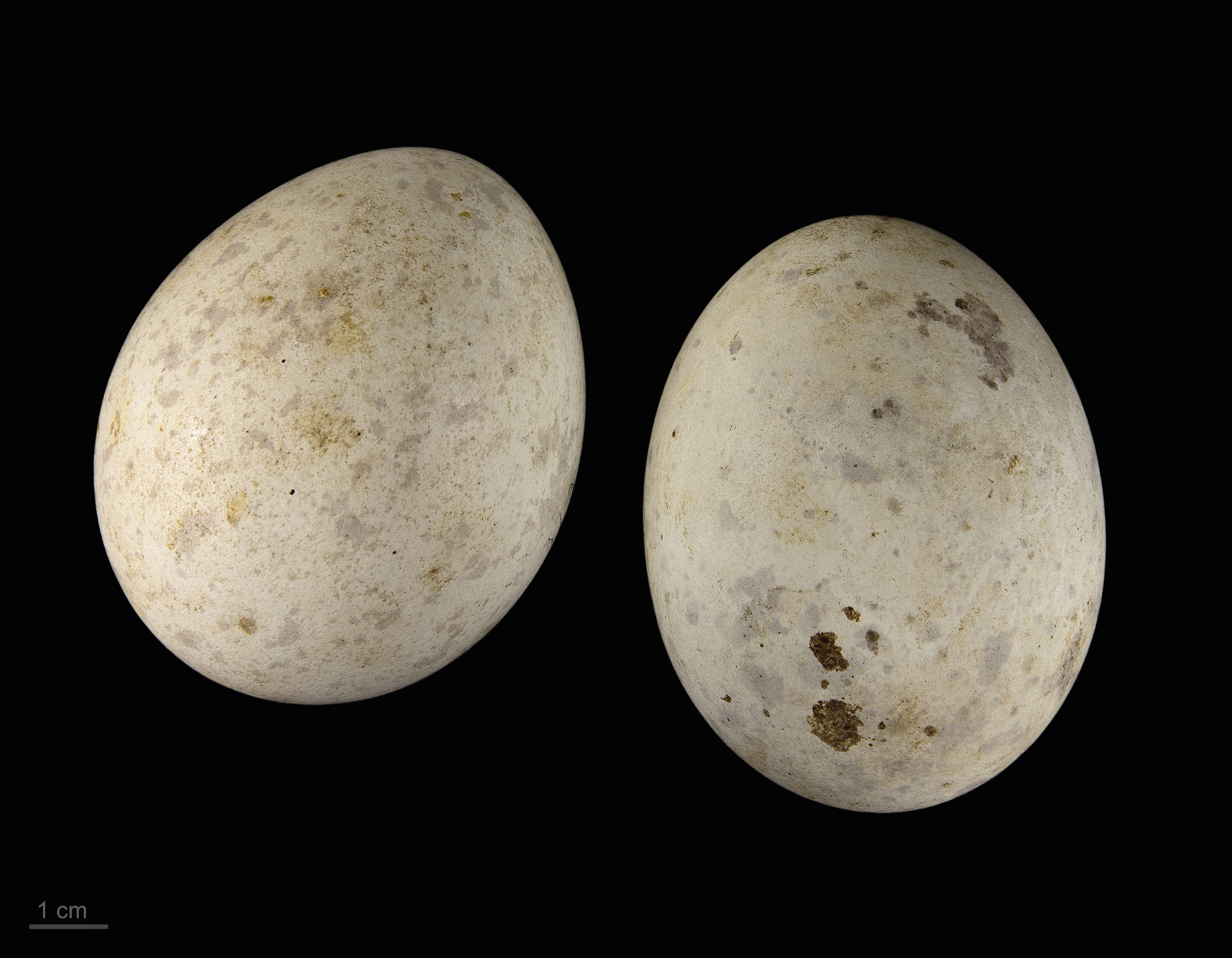
Ägg från större skrikörn.

## Status och hot
IUCN kategoriserar arten som sårbar på grund av en relativt liten världspopulation som minskar till följd av habitatförlust och förföljelse. I Europa tros 810–1 100 par häcka.